# 火曜日から金曜日の夜9時から10時までTBCアナウンサーが生で喋ってます。略して「カマス」
『火曜日から金曜日の夜9時から10時までTBCアナウンサーが生で喋ってます。略して「カマス」』（かようびからきんようびのよるくじからじゅうじまでティービーシーアナウンサーがなまでしゃべってます。りゃくして「カマス」）は、2008年9月30日から2009年4月2日まで東北放送（TBCラジオ）で火曜から金曜の21:00 - 22:00に放送されていたラジオ番組である。略称は上記のとおり「カマス」。

## 放送時間
- 火曜 - 金曜 21:00 - 22:00

## パーソナリティ
火曜
- 守屋周
- 名久井麻利

水曜
- 松尾武
- 名久井麻利

木曜
- 飯野雅人
- 猪井操子

金曜
- 三橋泰介
- 猪井操子

## コーナー
火曜
- やっぱり相撲やってもいいですか?
- まりまりの助けてア・ゲ・ル!

水曜
- タクシーの運転手さんに聞いてみよう!
- 世斬りの武（途中終了）
- あなたのアニソン・わたしのアニソン（2009年1月頃～）

木曜
- クイズ敬老の時間
- マニアック雑誌を読んでみた
- コスモMISAKO

金曜
- 全国女子アナ道場破り
- 一言イイ・タイ!

## 番組休止・内容変更
- 本来は2008年9月30日スタート予定だったがTBCイーグルスナイターが放送され、中継終了後も本来18:30スタートのミュージックギフト・音楽地球号を放送したため番組が休止された
- 同年12月10日はベガルタ仙台がJ1・J2入れ替え戦に出場。TBCラジオで19:00から実況中継を行った。ハーフタイムの際には当日のパーソナリティである松尾と名久井がスタジオでリスナーからの応援FAXやメールを紹介し中継終了後も当日の放送内容を変更し仙台・手倉森誠監督の談話を紹介するなど当日はベガルタ一色となった。